# Al-Bukiryah FC
Der Al-Bukiryah Football Club (arabisch نادي البكيرية) ist ein saudi-arabischer Fußballverein aus al-Bukayriyah in der Provinz al-Qasim. Der Verein spielt in der zweiten Liga, der Saudi First Division League.

## Geschichte
Der Verein wurde 1962 als Al Amal Club gegründet. 2018 wurde der Verein in Al-Bukiryah Football Club umbenannt.

## Stadion
Der Verein trägt seine Heimspiele im Al-Bukiryah Club Stadium in al-Bukayriyah aus. Das Stadion hat ein Fassungsvermögen von 5000 Personen.

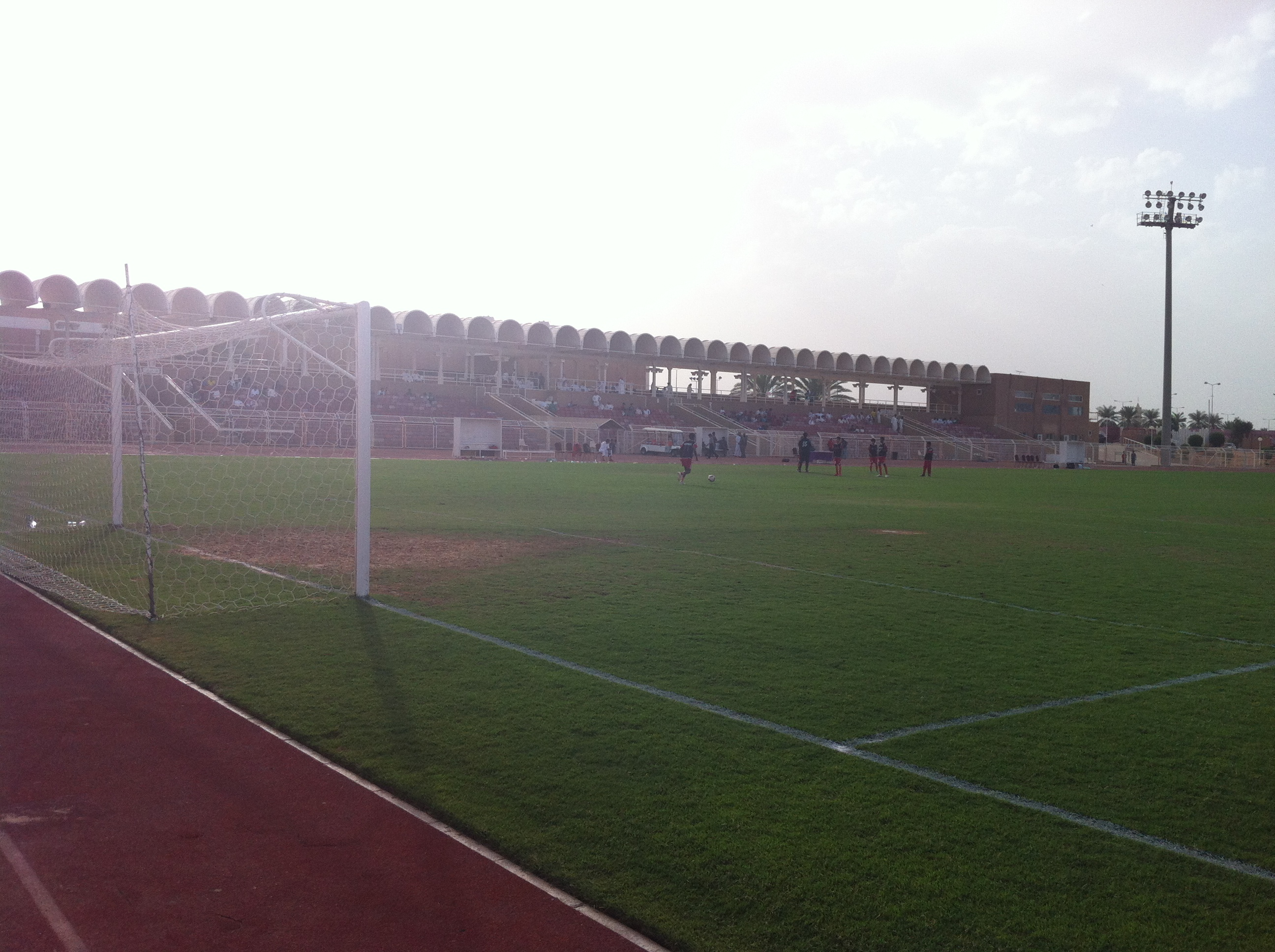
Al-Bukiryah Club Stadium

## Trainer
| Trainer         | Nation        | von               | bis                |
| --------------- | ------------- | ----------------- | ------------------ |
| Mohamed Dahmane | Tunesien      | 31. Juli 2018     | 22. September 2020 |
| Skander Kasri   | Tunesien      | 24. Juli 2021     | 21. November 2021  |
| Makram Abdullah | Tunesien      | 22. November 2021 | 30. Juni 2022      |
| Glenn Ståhl     | Schweden      | 9. Juli 2022      | 9. Januar 2023     |
| Saad Al-Subaie  | Saudi-Arabien | 11. Januar 2023   | 2. Februar 2023    |
| Hatem Meddeb    | Tunesien      | 3. März 2023      | 30. Juni 2023      |
| Darko Novic     | Serbien       | 1. Juli 2023      | 8. Februar 2024    |
| Dragan Tadic    | Kroatien      | 9. Februar 2024   | 31. März 2024      |
| Khalil Al-Masri | Saudi-Arabien | 1. April 2024     | 1. Juni 2024       |
| Denis Lavagne   | Frankreich    | 11. Juli 2024     |                    |